# Pavel Petrovič Petrov-Bytov
Pavel Petrovič Petrov-Bytov, in russo Павел Петрович Петров-Бытов? (Bogorodsk, 25 febbraio 1895 – Leningrado, 26 ottobre 1960), è stato un regista e sceneggiatore russo di etnia ciuvascia. Ha diretto il film I ribelli del Volga.

## Biografia
Nato a Bogorodsk nel 1895, aderì al Partito Comunista e nel 1919-1920, diventò capo della censura militare dell'Armata Rossa e capo della Čeka in Carelia.
Si diplomò nel 1922 presso la Scuola d'Arte Drammatica Jurina a Petrozavodsk e nel 1924, e tra il 1931 e il 1933 studiò presso l'Istituto di Letteratura, Arte e Lingua dell'Accademia comunista. Fra in 1945 e il 1946 lavorò per la Sovexportfilm.
Nel 1949 scrisse a Stalin denunciando le corruzioni del cinema sovietico. In seguito sarebbe stato internato in un ospedale psichiatrico e rilasciato solo dopo la morte del leader, nel 1953. Non è chiaro come, secondo questa versione, Petrov-Bytov abbia diretto i documentari Oro bianco e Il tempo esatto, usciti rispettivamente nel 1951 e nel 1952.
Muore a Leningrado il 26 ottobre 1960.

## Filmografia

### Regista
- 1925: La vita e la morte (На жизнь и на смерть)
- 1926: I ribelli del Volga (Волжские бунтари)
- 1927: Il tornado (Водоворот)
- 1928: Diritto alla vita (Право на жизнь)
- 1929: Caino e Artëm (Каин и Артем)
- 1930: Il giro (Поворот)
- 1932: La domanda difficile (Сложный вопрос)
- 1934: Il miracolo (Чудо)
- 1937: Pugačëv (Пугачев)
- 1940: La sconfitta di Judenič (Разгром Юденича)[1]
- 1951: Oro bianco (Белое золото, documentario)
- 1952: Il tempo esatto (Точное время, documentario)
- 1955: Delusione (Обманутые надежды)

### Sceneggiatore
- 1925: La vita e la morte (На жизнь и на смерть)
- 1926: I ribelli del Volga (Волжские бунтари)
- 1927: Il tornado (Водоворот)
- 1928: Diritto alla vita (Право на жизнь)
- 1929: Caino e Artyom (Каин и Артём)
- 1930: Il giro (Поворот)
- 1934: Il miracolo (Чудо)